# 東港保萐大將軍小祠
22°27′42″N 120°27′08″E / 22.461563°N 120.452164°E
東港保萐大將軍小祠，或稱保箑大將祠堂，是位於臺灣屏東縣東港鎮共和新村的廟宇，供奉空襲身亡的日本人。

## 歷史沿革
共和里在台灣日治時期原為服役於大鵬灣水上機場的東港海軍航空隊軍官宿舍群。二次大戰末期，屏東空襲造成當地的日本軍官傷亡。臺灣戰後時期，成為空軍幼校等單位眷屬的居住地，名為「共和新村」。
丈夫為湖北籍羅姓海軍軍人、臺灣籍的羅媽媽，在共和里住家設立祭拜瑤池金母、名為「無極慈母宮」的私壇，又因覺得旁邊的防空洞相當陰森，就在防空壕前方蓋一座土地公廟。不久，她認為常受到防空洞的日本亡靈託夢，遂換掉土地公改奉之，以擲筊方式取名為「保萐大將軍」，還在防空洞口畫上日本國旗。
當地住戶羅聖輝在2008年表示，隨父親搬到共和社區已十幾年的母親因託夢建造此祠，每日早晚兩次祭祀，除俸茶、水果外，還特地買日本軍歌播放。共和里居民表示防空洞上的土地公廟，改為保箑大將祠堂後香火慢慢衰退。
2003年，文史工作者王立皓到此社區調查防空洞，卻難找到最後一洞的位置，經由此時一旁掃地的羅媽媽指出，才發現防空洞就在此祠堂下方，也得知此祠的建造緣故。他感言像羅媽媽丈夫身為海軍軍人，卻讓敵人住在自家的屋簷下，佩服其寬容。
2007年底，羅媽媽過世，其兒子與妻子從新竹搬回接續祭拜。錄音機在羅媽媽去世後就不再使用，但不少鄉親們表示經過時，依稀聽得見日本軍歌。

## 類似廟宇
在新竹市北區南寮蟹仔埔、新竹代天府旁的聖軍堂供奉有滕井少佐等四尊日本兵神像，大神像為滕井少佐，小神像是日本兵。過去此地為新竹機場軍事區內，附近是飛機維修場，並鋪有鐵軌通往基地。當年日軍維修場由海軍少佐滕井率領的一班士兵駐守，在一次新竹空襲中，全部被炸死。此後當地信仰中認為，每逢空襲警報，滕井少佐等日本兵會顯靈保護居民。